# Rittergut Birkhof
Das denkmalgeschützte Rittergut Birkhof befindet sich in der Stadt Korschenbroich im Ortsteil Lüttenglehn in Nordrhein-Westfalen.

## Landschaft
Kernstück des Hofguts war ein kleines Waldgebiet in den Ebenen des Niederrheins, das von den fränkischen Rodungen ausgespart worden war. Umgeben war es von einer großzügigen Ackerfläche, die über Jahrhunderte landwirtschaftlich genutzt wurde.

## Geschichte

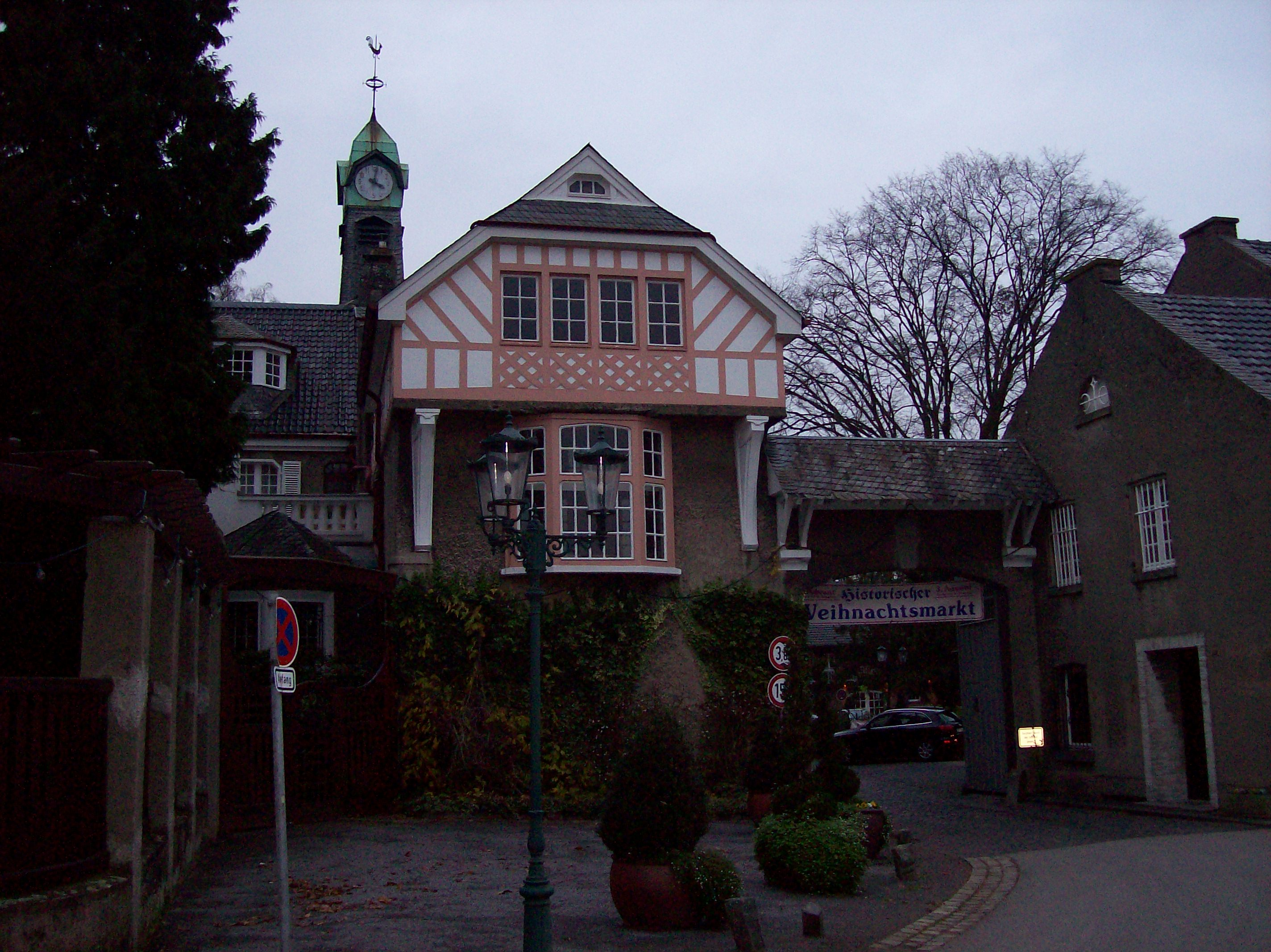
Rittergut Birkhof

Der Hof Byrke kam im 13. Jahrhundert in den Besitz des Deutschen Ordens. Das Neusser Ehepaar Gisela und Sibert von Dülken brachte 1244 den Birkhof mit 290 Morgen Land als Grundlage für ihre Stiftung eines Neusser Armenspitals ein. Dieses Hospital wurde dem Deutschen Orden in Elsen übergeben.
Teile des heutigen Gebäudekomplexes errichtete man im 17. Jahrhundert. Der Hof kam nach 1814 in den Besitz der Familie Weidenfeld. 1839 wurde von Peter Joseph Weidenfeld der überwiegende Teil der jetzt noch vorhandenen Gebäude in klassizistischer Bauweise erbaut. Das Gut erhielt 1846 durch eine Deklaration des preußischen Königs Friedrich Wilhelm IV. die Eigenschaft eines landtagsfähigen Rittergutes. Im Jahr 1905 wurde am Hauptgebäude von Georg Weidenfeld ein Anbau mit Eingangshalle, Ballsaal, Wintergarten und einem Uhrenturm im Jugendstil fertiggestellt. Zum Hof gehört auch eine Kapelle, in der bis heute Gottesdienste stattfinden können. Bis 2018 bewohnte der Stifter Hans-Georg Osterspey das Gut.
Das Kerngeschäft des Hofes waren über viele Jahrhunderte die Landwirtschaft und Viehzucht. 1929 begann man auch mit dem Anbau von Tulpen, Narzissen und Hyazinthen, und ein Blumenzwiebelversand (vor 1950 nur an Großhändler) wurde aufgebaut. Der Versandhandel wurde in den 1980er und 1990er Jahren eingestellt, nachdem der Verkauf in mehreren vom Hofgut betriebenen Gartencentern – eines davon direkt am Rittergut – an Privatkunden erfolgte. Das regional bekannte Gartencenter der Familie wurde zum Jahreswechsel 2008/2009 geschlossen, im März 2010 jedoch wiedereröffnet. Seit dem 23. Dezember 2018 ist das Birkhof Pflanzencenter erneut geschlossen.
Zu dem Rittergut gehört ein für die Umgebung stilistisch ungewöhnliches, in schinkelscher Bauweise als Klinkerbau mit gotisierendem Staffelgiebel errichtetes Wirtschaftsgebäude. Wegen Einsturzgefahr wurde das Bauwerk im Jahr 1986 restauriert. Heute befindet sich in dem Gebäude ein Café.

## Denkmalschutzbeschreibung
Vermutlich auf mittelalterlichen Rittersitz zurückgehend; vierflügelige Hofanlage, Wohnhaus Winkelbau mit unterschiedlichen Geschosshöhen, der linke Trakt zweigeschossig in fünf Achsen, die Mittelachse leicht vorgezogen und übergiebelt, rau verputzt, nach rechts anschließend: dreigeschossiger Winkelvorbau mit übereck gestellter Vorhalle mit großer Georgsfigur, Erker; Dachgeschoss teilweise mit Fachwerk, Krüppelwalmdach; die Hofgebäude teilweise 19. Jh.; zugehörig Remise M. 19. Jh., eingeschossig mit Backstein–Lisenen und Backstein-Ornamentik, Treppengiebel.
Das Gebäude wurde unter Nr. 050 am 12. September 1985 in die Liste der Baudenkmäler in Korschenbroich eingetragen.

## Landschaftspark und Golfanlage
Das Rittergut grenzt an einen rund 200 Jahre alten Park mit historischem Bestand von Eiche und Buche. Diese Parkanlage und angrenzende Kastanienallee sind als Naturdenkmal ausgewiesen.
1996 wurde auf 84 ha eine 27-Loch-Golfanlage mit zahlreichen Teichanlagen eingerichtet, deren Fairways und Grüns sich in die Parklandschaft einfügen.
2007 wurde die Anlage um einen weiteren 9-Loch-Platz Par 72 erweitert.